# Цілинна балка (Дніпровська сільська рада)
Цілинна балка — ентомологічний заказник місцевого значення. Об'єкт розташований на території Кам'янсько-Дніпровського району Запорізької області, в межах земель Дніпровської сільської ради.
Площа — 2 га, статус отриманий у 1984 році.